# Discographie d'Orelsan
La discographie d'Orelsan, rappeur français, comprend l'ensemble des disques et singles publiés durant sa carrière musicale.

## Albums

### Albums studio
Donné au niveau de l’album zéro manquante, année : 2006.
| Année | Album                                                                        | Meilleure position | Meilleure position | Meilleure position | Meilleure position | Certification                    |
| Année | Album                                                                        | Belgique Wal       | Belgique Fla       | France             | Suisse             | Certification                    |
| ----- | ---------------------------------------------------------------------------- | ------------------ | ------------------ | ------------------ | ------------------ | -------------------------------- |
| 2009  | Perdu d'avance                                                               | 64                 | —                  | 20                 | —                  | - : Platine                      |
| 2011  | Le Chant des sirènes                                                         | 10                 | —                  | 3                  | 32                 | - : 2 × Platine                  |
| 2017  | La fête est finie (réédité en 2018 sous le nom La fête est finie - Épilogue) | 1                  | 36                 | 1                  | 2                  | - : 2 × Diamant, - Belgique : Or |
| 2021  | Civilisation (réédité en 2022 sous le nom Civilisation Perdue)               | 1                  | 11                 | 1                  | 2                  | - : Diamant                      |

## Singles
| Titre                                   | Année | Meilleure position | Meilleure position | Meilleure position | Meilleure position | Album                                        | Certification |
| Titre                                   | Année | Belgique Wal       | Belgique Fla       | France             | Suisse             | Album                                        | Certification |
| --------------------------------------- | ----- | ------------------ | ------------------ | ------------------ | ------------------ | -------------------------------------------- | ------------- |
| Changement                              | 2008  | -                  | -                  | -                  | -                  | Perdu d'avance                               | -             |
| No Life                                 | 2008  | -                  | -                  | -                  | -                  | Perdu d'avance                               | -             |
| Soirée ratée                            | 2009  | -                  | -                  | -                  | -                  | Perdu d'avance                               | -             |
| Différent                               | 2009  | -                  | -                  | -                  | -                  | Perdu d'avance                               | -             |
| Peur de l'échec                         | 2009  | -                  | -                  | -                  | -                  | Perdu d'avance                               | -             |
| Raelsan                                 | 2011  | -                  | -                  | 77                 | -                  | Le Chant des sirènes                         | -             |
| Suicide social                          | 2011  | -                  | -                  | 53                 | -                  | Le Chant des sirènes                         | -             |
| Plus rien ne m'étonne                   | 2011  | -                  | -                  | 46                 | -                  | Le Chant des sirènes                         |               |
| La Terre est ronde                      | 2011  | 15                 | -                  | 9                  | -                  | Le Chant des sirènes                         | : Or          |
| Ils sont cools (feat. Gringe)           | 2012  | -                  | -                  | 66                 | -                  | Le Chant des sirènes                         | -             |
| Si seul                                 | 2012  | -                  | -                  | 176                | -                  | Le Chant des sirènes                         | -             |
| Bloqué                                  | 2013  | -                  | -                  | 70                 | -                  | Orelsan et Gringe sont les Casseurs Flowters | -             |
| La mort du disque                       | 2013  | -                  | -                  | 57                 | -                  | Orelsan et Gringe sont les Casseurs Flowters | -             |
| Regarde comme il fait beau (feat. Izia) | 2013  | -                  | -                  | 58                 | -                  | Orelsan et Gringe sont les Casseurs Flowters | -             |
| Fais les backs                          | 2014  | -                  | -                  | 115                | -                  | Orelsan et Gringe sont les Casseurs Flowters | -             |
| Change de pote (feat. Izia et Mai Lan)  | 2014  | -                  | -                  | -                  | -                  | Orelsan et Gringe sont les Casseurs Flowters | -             |
| Des histoires à raconter                | 2014  | -                  | -                  | -                  | -                  | Orelsan et Gringe sont les Casseurs Flowters | -             |
| À l'heure où je me couche               | 2015  | -                  | 34                 | -                  | -                  | Comment c'est loin                           | : Or          |
| J'essaye, j'essaye                      | 2016  | -                  | -                  | -                  | -                  | Comment c'est loin                           | -             |
| Inachevés                               | 2016  | -                  | -                  | 101                | -                  | Comment c'est loin                           | : Or          |
| Basique                                 | 2017  | 10                 | -                  | 2                  | 69                 | La fête est finie                            | : Diamant     |
| Tout va bien                            | 2017  | 24                 | -                  | 12                 | -                  | La fête est finie                            | : Diamant     |
| Défaite de famille                      | 2017  | -                  | -                  | 3                  | 40                 | La fête est finie                            | : Diamant     |
| La Pluie (feat. Stromae)                | 2018  | 2                  | -                  | 11                 | -                  | La fête est finie                            | : Diamant     |
| Paradis                                 | 2018  | -                  | -                  | 13                 | -                  | La fête est finie                            | : Diamant     |
| Christophe (feat. Maître Gims)          | 2018  | -                  | -                  | 8                  | -                  | La fête est finie                            | : Platine     |
| Rêves bizarres (feat. Damso)            | 2018  | 1                  | -                  | 1                  | 15                 | La fête est finie - Épilogue                 | : Diamant     |
| White Snake Freestyle                   | 2019  | -                  | -                  | -                  | -                  | BO de Black Snake                            | -             |
| Tout ce que je sais (feat. Cordae)      | 2019  | -                  | -                  | 21                 | -                  | La fête est finie - Épilogue                 | -             |
| Discipline                              | 2019  | -                  | -                  | 27                 | -                  | La fête est finie - Épilogue                 | -             |
| Dis-moi                                 | 2019  | -                  | -                  | 28                 | -                  | La fête est finie - Épilogue                 | : Or          |
| Fantômes                                | 2019  | -                  | -                  | 19                 | -                  | La fête est finie - Épilogue                 | -             |
| L'odeur de l'essence                    | 2021  | 4                  | -                  | 1                  | 19                 | Civilisation                                 | : Diamant     |
| Jour meilleur                           | 2021  | -                  | -                  | 1                  | -                  | Civilisation                                 | : Diamant     |
| La quête                                | 2022  | -                  | -                  | 2                  | -                  | Civilisation                                 | : Diamant     |
| Du propre                               | 2022  | -                  | -                  | 3                  | -                  | Civilisation                                 | : Diamant     |
| Ensemble (feat. Skread)                 | 2022  | -                  | -                  | 15                 | -                  | Civilisation                                 | : Platine     |

### Autres chansons classées
| Titre                                          | Année | Meilleure position | Meilleure position | Meilleure position | Album                        | Certification |
| Titre                                          | Année | France             | Belgique Fla       | Suisse             | Album                        | Certification |
| ---------------------------------------------- | ----- | ------------------ | ------------------ | ------------------ | ---------------------------- | ------------- |
| San                                            | 2017  | 4                  |                    | 38                 | La fête est finie            | : Diamant     |
| La fête est finie                              | 2017  | 6                  |                    |                    | La fête est finie            | : Diamant     |
| La lumière                                     | 2017  | 16                 |                    |                    | La fête est finie            | : Or          |
| Bonne meuf                                     | 2017  | 15                 |                    |                    | La fête est finie            | : Platine     |
| Quand est-ce que ça s'arrête                   | 2017  | 14                 |                    |                    | La fête est finie            | : Platine     |
| Dans ma ville, on traîne                       | 2017  | 18                 |                    |                    | La fête est finie            | : Platine     |
| Zone                                           | 2017  | 5                  |                    |                    | La fête est finie            | : Platine     |
| Notes pour trop tard (feat. Ibeyi)             | 2017  | 15                 |                    | 42                 | La fête est finie            | : Diamant     |
| La famille, la famille                         | 2018  | 13                 |                    | 98                 | La fête est finie - Epilogue | -             |
| Mes grands-parents                             | 2018  | 17                 |                    | -                  | La fête est finie - Epilogue | -             |
| Tout va bien (remix) (feat Eugy et Kojo Funds) | 2018  | 53                 |                    | -                  | La fête est finie - Epilogue | -             |
| Adieu les filles                               | 2018  | 14                 |                    | 100                | La fête est finie - Epilogue | : Or          |
| Excuses ou mensonge                            | 2018  | 24                 |                    | -                  | La fête est finie - Epilogue | -             |
| Epilogue                                       | 2018  | 15                 |                    | -                  | La fête est finie - Epilogue | : Or          |
| Shonen                                         | 2021  | 4                  |                    | -                  | Civilisation                 | : Or          |
| La Quête                                       | 2021  | 2                  | 12                 | 20                 | Civilisation                 | : Diamant     |
| Du propre                                      | 2021  | 3                  |                    | 25                 | Civilisation                 | : Diamant     |
| Bébéboa                                        | 2021  | 11                 |                    | -                  | Civilisation                 | : Or          |
| Rêve mieux                                     | 2021  | 8                  |                    | -                  | Civilisation                 | : Or          |
| Seul avec du monde autour                      | 2021  | 6                  |                    | -                  | Civilisation                 | : Platine     |
| Manifeste                                      | 2021  | 12                 |                    | -                  | Civilisation                 | : Or          |
| Baise le monde                                 | 2021  | 10                 |                    | -                  | Civilisation                 | : Or          |
| Casseurs Flowters Infinity (feat. Gringe)      | 2021  | 7                  |                    | -                  | Civilisation                 | : Platine     |
| Dernier Verre (feat. The Neptunes)             | 2021  | 18                 |                    | -                  | Civilisation                 | : Or          |
| Ensemble (feat. Skread)                        | 2021  | 15                 |                    | -                  | Civilisation                 | : Platine     |
| Athéna                                         | 2021  | 17                 |                    | -                  | Civilisation                 | : Or          |
| Civilisation                                   | 2021  | 16                 |                    | -                  | Civilisation                 | : Or          |

### Singles hors albums
- 2005 : Arrête (feat. Gringe)
- 2005 : Ramen
- 2005 : Toc Toc (feat. Gringe)
- 2005 : Bombattak (feat. Gringe)
- 2006 : Mauvaise onde (feat. Gringe)
- 2006 : Toc toc (feat. Gringe)
- 2006 : Rap de résurrection (feat. Gringe)
- 2006 : Saint-Valentin (feat. Gringe)
- 2006 : Sale pute
- 2007 : Sous influence
- 2007 : Bada Bing (sur un sample de Back in Black du groupe AC/DC)
- 2009 : No Life - Remix (feat. Nessbeal)
- 2021 : Millions (No Limit x Orelsan x Ninho)

## Collaborations

### Collaborations certifiées
| Titre                             | Année | France | Certification | Album    |
| --------------------------------- | ----- | ------ | ------------- | -------- |
| Potentiel (Lefa feat. Orelsan)    | 2017  | -      | : Or          | 3 du mat |
| La vérité (Lomepal feat. Orelsan) | 2018  | 1      | : Or          | Jeannine |
| Millions (Ninho & Orelsan)        | 2021  | 1      | : Diamant     | No Limit |
| Peon (Vald feat. Orelsan)         | 2022  | -      | : Or          | V        |

### Collaborations non certifiées
- 2006 : Herbes de province (Remix) (Sixième Sens feat. Orelsan, Gringe, Meven, Bouchées Doubles, Kalash l'Afro, 20Syl, Prince d'Arabee & Mahooni sur la mixtape Ghetto Citoyens)
- 2007 : Tu t'en fous (Apash feat. Orelsan, Gringe, Specta & Nikkfurie pour Du bon son pour la bonne cause)
- 2009 : No life Remix (Taipan feat. Nessbeal et Orelsan sur l'album Punchliner)
- 2009 : No life Remix (Swift Guad feat. Nessbeal et Orelsan sur la mixtape Le prélude)
- 2009 : Ma grosse (Nessbeal feat. Orelsan sur l'album NE2S)
- 2010 : Je rêve en enfer (Jena Lee feat. Orelsan sur l'album Ma référence)
- 2010 : N'importe comment (avec Toxic Avenger)
- 2010 : Fait bouger ta ficelle (avec Toxic Avenger)
- 2010 : Nouveau Monde (album Diversidad)
- 2010 : Cooking in your pot (album Diversidad)
- 2010 : Slow down (album Diversidad)
- 2010 : We Don't Sleep (avec Diversidad)
- 2011 : Quittez-moi (Lexicon feat. Orelsan & 2080 sur l'EP Calls EP)
- 2011 : La machine (Luce feat. Orelsan sur l'album Première Phalange)
- 2011 : Tu vas prendre cher (La Fouine feat. Orelsan sur la mixtape Capitale du Crime Vol. 3)
- 2012 : D.P.M.O (feat. Professor Green feat. Orelsan sur l'album At Your Inconvenience)
- 2012 : C'est beau de rêver (Taipan feat. Orelsan & Gringe sur l'album Court-Circuit)
- 2012 : Mauvais plan (Canardo feat. Orelsan & Gringe sur l'album A la youv)
- 2012 : Le sucre pimenté (Remix) (Oxmo Puccino feat. Orelsan, Greg Frite, Busta Flex, Grodash, Youssoupha, Dabaaz, 3010 & 20Syl)
- 2012 : Mon pote (Flynt feat. Orelsan sur l'album Itinéraire Bis)
- 2012 : Go go Gadget (Disiz feat. Orelsan sur l'album Extra-lucide)
- 2012 : Boombadeing (Remix) (Mokobé, Dry, Youssoupha, Orelsan & Leck)
- 2012 : Ne regrette rien (Benjamin Biolay feat. Orelsan sur l'album Vengeance)
- 2012 : Dernier MC (Remix Part. 1) (Kery James feat. Lino, Tunisiano, Médine, Fababy, R.E.D.K, Scylla, Ladea & Orelsan)
- 2013 : Sharingan (Maître Gims feat. l'Insolent, The Shin Sekaï & Orelsan)
- 2013 : Lève les draps (Seth Gueko feat. Orelsan sur l'album Bad Cowboy)
- 2013 : Courage fuyons (Médine feat. Orelsan sur l'album Protest Song)
- 2013 : AVF (Stromae feat. Orelsan et Maître Gims sur l'album Racine carrée)
- 2013 : Décembre (Karim Ouellet feat. Orelsan sur l'album Fox)
- 2013 : Viens chez moi j'habite chez une copine (Orelsan & Sidi Omar sur la mixtape A la Fuck You)
- 2013 : Keep cool (Major Lazer feat. Orelsan, Gringe & Wynter Gordon)
- 2014 : Les portes du pénitencier (Star Academy feat. Nemir, Keny Arkana, Nekfeu, NOR, R.E.D.K, T. Killa, Lino, Soprano, Bakar, Alonzo, Vincenzo, Sat l'Artificier, Médine, Orelsan & Gringe sur l'album Shtar Academy)
- 2014 : Accélère (Isleym feat. Orelsan sur l'album Isleym Ou Ça Nous Mène)
- 2014 : Can I Live (Murkage feat. Orelsan sur l'album Of Mystics and Misfits)
- 2015 : Les ennuis (Izia feat. Orelsan sur l'album La vague)
- 2015 : Memento (Youssoupha feat. Casseurs Flowters sur l'album NGRTD)
- 2016 : Musique nègre (Kery James feat. Lino & Youssoupha sur l’album Mouhammad Alix) [Apparition Clip]
- 2018 : La Nuit c'est fait pour dormir (Maitre Gims feat. Orelsan & H Magnum sur l'album Ceinture noire)
- 2018 : Le temps (MHD feat. Orelsan sur l'album 19)
- 2018 : Qui dit mieux (Gringe feat. Orelsan, Vald & Suikon Blaz AD sur l'album Enfant lune)
- 2018 : Déchiré (Gringe feat. Orelsan sur l'album Enfant lune)
- 2019 : À qui la faute ? (Kery James feat. Orelsan)
- 2019 : Vapormax (Dabs feat. Orelsan sur l’album Mainmise)
- 2019 : Toujours plus (Lorenzo feat. Orelsan sur l'album Sex in the City)
- 2019 : Ma life (Oxmo Puccino feat. Orelsan sur l'album La Nuit du réveil)
- 2022 : Tous les jours dimanche (Nessbeal feat. Orelsan sur l’album Zonard des étoiles)
- 2024 : Feelings (Gringe feat. Orelsan sur l'album Hypersensible)
- 2025 : Optimale (Gazo feat. Orelsan sur l'album Apocalypse)

### Apparitions
- 2011 : Écrire une lettre de Norman
- 2011 : Freestyle pour le CanI kick it ? #2
- 2011 : La Boîte à rap du Grand JD (Julien Donzé)
- 2012 : J'aime les licornes du Grand JD (Julien Donzé)
- 2012 : Les Élections (Piège de freestyle #5)
- 2012 : Cannes 2012 Jour 4 de Maxime Musqua pour Madmoizelle.com
- 2012 : Pourquoi pas nous ? de Bigflo et Oli (caméo)
- 2012 : J'ai deux amours vs. Si seul (feat. Mariama)
- 2012 : Orelsan - Les Mangas et les Reebok Pumps ? (Le Ptit Délire)
- 2013 : Rythme and Protest #1 de Médine
- 2013 : Freestyle pour le CAN I KICK IT ? #4 (feat. Gringe)
- 2013 : Bloqués dans l'ascenseur avec Gringe au Stade de France
- 2013 : Les Gros Mots de Greg Frite pour Le Before du Grand Journal
- 2014 : Parloir #6 All Stars pour la Shtar Academy
- 2014 : Les Tutos - Les Crêpes de Jérôme Niel pour Le Grand Journal
- 2015[10] : Castings - Battle de Rap avec Marion Cotillard, Pierre Niney et Nekfeu pour Le Grand Journal.
- 2016 : Musique nègre de Kery James (feat. Lino & Youssoupha)
- 2018 : Bataclan de Médine

## Chansons écrites pour d'autres artistes
- 2013 : Ave Cesaria pour Stromae paroles coécrites par Orelsan dans l'album Racine Carrée
- 2013 : Carmen pour Stromae paroles coécrites par Orelsan dans l'album Racine Carrée
- 2022 : Mauvaise journée pour Stromae paroles coécrites par Orelsan dans l'album Multitude[11]
- 2022 : Bonne journée pour Stromae paroles coécrites par Orelsan dans l'album Multitude[11]

## Clips vidéo

### Années 2000
- 2005 : Bombattak (feat Gringe)
- 2006 : Ramen
- 2006 : Saint Valentin (Casseurs Flowters)
- 2007 : Sous Influence
- 2008 : Sale Pute
- 2008 : Changement
- 2008 : Différent
- 2009 : No life
- 2009 : Soirée ratée
- 2009 : La Peur de l'échec

### Années 2010
- 2010 : N'importe comment (The Toxic Avenger feat. Orelsan)
- 2011 : The Experience (Diversidad, feat. Curse, Marcus Price, Orelsan, Frenkie, Valete, Pitcho, Nach, Mariama, Remi and Shot, MC Melodee et Rival)
- 2011 : En attendant les Sirènes 1
- 2011 : RaelSan
- 2011 : En attendant les Sirènes 2 (Freestyle assisté par ordinateur)
- 2011 : En attendant les Sirènes 3 (1990)
- 2011 : Plus rien ne m'étonne
- 2011 : Suicide Social
- 2011 : RaelSan (clip remixé)
- 2011 : La Terre est ronde
- 2011 : Les vœux de RaelSan pour 2012
- 2012 : Ils sont cools (feat. Gringe)
- 2012 : Pourquoi pas nous ? (Bigflo & Oli)
- 2012 : Boombadeing (remix) (Mokobé feat. Dry, Orelsan & Leck)
- 2012 : Le Sucre pimenté (remix) (Oxmo Puccino feat. Orelsan, Greg Frite, Busta Flex, Grodash, Youssoupha, Dabaaz, 3010 & 20Syl)
- 2012 : Dernier MC (Remix Part. 1) (Kery James feat. Lino, Tunisiano, Médine, Fababy, R.E.D.K, Scylla, Ladea & Orelsan)
- 2012 : Si seul
- 2012 : Les adieux de Raelsan avant l'Apocalypse
- 2013 : Sharingan (Ceci n'est pas un clip #5) (Maître Gims feat. l'Insolent, The Shin Sekaï & Orelsan)
- 2013 : Lève les draps (Seth Gueko feat. Orelsan)
- 2013 : Mon pote (Flynt feat. Orelsan)
- 2013 : Bloqué (Casseurs Flowters)
- 2013 : La Mort du disque (Casseurs Flowters)
- 2013 : Regarde comme il fait beau (dehors) (Casseurs Flowters)
- 2014 : Les Portes du pénitencier (Version Longue) (Shtar Academy feat. Nemir, Keny Arkana, Nekfeu, NOR, R.E.D.K, T. Killa, Lino, Soprano, Bakar, Alonzo, Vincenzo, Sat l'Artificier, Médine, Orelsan & Gringe)
- 2014 : Fais les backs (Casseurs Flowters)
- 2014 : Change de pote (Casseurs Flowters)
- 2014 : Des histoires à raconter (Casseurs Flowters)
- 2015 : À l'heure où je me couche (Casseurs Flowters)
- 2016 : J’essaye (Casseurs Flowters)
- 2016 : Quand ton père t’engueule (Casseurs Flowters)
- 2016 : Xavier (Diamond Deuklo) (Casseurs Flowters)
- 2016 : Le Mal est fait (Gringe) (Casseurs Flowters)
- 2016 : Inachevés (Casseurs Flowters)
- 2016 : Si facile (Casseurs Flowters)
- 2017 : Basique
- 2017 : Tout va bien
- 2017 : Défaite de famille
- 2018 : La Pluie (feat. Stromae)
- 2018 : Paradis
- 2018 : Rêves bizzares (feat. Damso)
- 2018 : Qui dit mieux (Gringe feat. Suikon Blaz AD, Vald, Orelsan)
- 2019 : Discipline
- 2019 : White Snake freestyle
- 2019 : Tout ce que je sais (feat. Cordae)
- 2019 : La vérité (Lomepal feat. Orelsan)
- 2019 : Dis-moi
- 2019 : A qui la faute (Kery James feat. Orelsan)
- 2019 : Ma life (Oxmo Puccino feat. Orelsan)
- 2019 : Fantômes

### Années 2020
- 2021 : Millions (No Limit, Orelsan, Ninho)
- 2021 : L'odeur de l'essence
- 2021 : Jour meilleur
- 2022 : La Quête
- 2022 : Peon (Vald feat. Orelsan)
- 2022 : Du Propre
- 2022 : Ensemble (feat. Skread)
- 2025 : Optimale (Gazo feat. Orelsan)